# Latinsegel

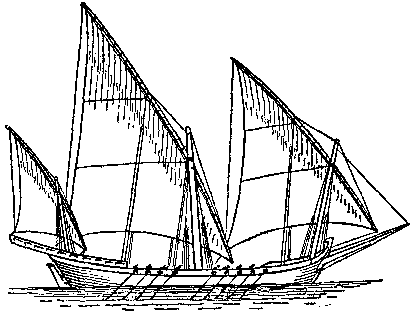
Latinsegel på en chebeck

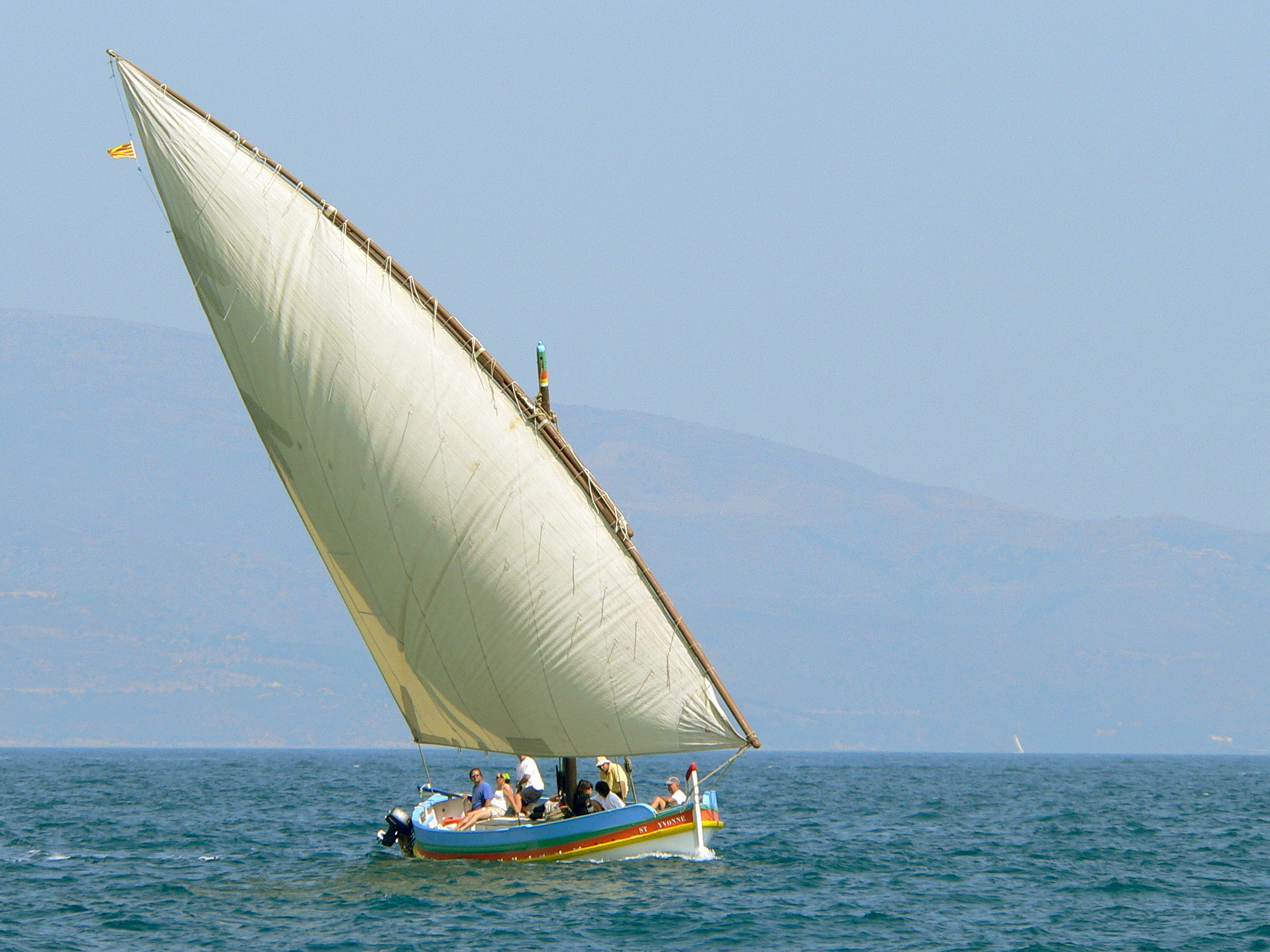
Segelbåt med latinsegel

Latinsegel är ett trekantigt segel som är fäst och sträckt vid ett långt spri. Seglet har i Europa påståtts härröra från de latinska länderna runt Medelhavet. Namnet torde inte, som man skulle kunna tro, komma från att det användes i "de latinska länderna" utan från alla trina, "i triangel". 
Första gången ett latinsegel tydligt syns avbildat var i två grekiska manuskript ifrån 800-talet. Man har dock anledning tro att de förekom redan hundratals år tidigare i Arabvärlden, på bägge sidor om Röda havet då Röda havet har starkt växlande vindförhållanden som kan tänkas ha inspirerat till utvecklingen. De bysantinska dromonerna som i sin tur ärvt konstruktionen från romerska fartyg, förefaller ha haft latinsegel på 600-talet. Någon egentlig "uppfinnare" kan inte längre spåras, då det kan antas att utvecklingen har gått stegvis, och faller sig rätt naturlig om man tänker sig att försöka kryssa med ett råsegel. Från Indiska oceanen finns avbildningar sedan 900-talet, och i Indonesien anses latinseglet ha urgamla anor. Det råder delade meningar om huruvida det har uppfunnits oberoende av varandra, eller om inflytande har gått i någondera riktningen. I dag används fortfarande latinsegel på allmogebåtar både längs Afrikas kuster, Fjärran Östern och Polynesien, och de större dhowerna seglar ännu på Indiska oceanen.
På 1200-talet började latinseglet förekomma även på kristna fartyg från franske kungens domäner och utanför Medelhavet, bland annat då Ludvig IX beställde skepp från Genua för sina korståg, och fick fartyg som närmast kan klassas som karaveller. Karavellerna hade oftast enbart latinsegel, men de större karackerna brukade rigga latinseglet från sina storbåtar på halvdäck för extra kursstabilitet. Detta avlöstes snart av ett eget segel på en fast mast, vilken snart kom att kallas mesan eller mesanmast. Det arabiska ordet miizaan (jfr. engelska mizzenmast) betyder 'balans' och antyder arabiskt ursprung för uppfinningen. Hur som helst var flermastigheten gammal i arabvärlden.
Segling med latinsegel måtte ha varit ett mödosamt företag, då den långa rån vid stagvändning måste föras över helt och hållet till andra sidan. (Dhower lär föredra att göra kovändning, det vill säga vända undan vind i stället för genom vindögat, varvid vinden snarare hjälper till i manövern, än stretar emot.) Dagens latinriggade allmogebåtar ses ibland för ett kortare slag inte bry sig att föra över rån, utan seglar med rån på fel sida om masten, varvid bara den del som är akterom masten kommer att dra, medan den förliga delen närmast backar. För att undvika trassel, behövde rån fästas ett stycke ovanom vantens fästpunkt, och man kunde i allmänhet inte dra något förstag – därför lutades masterna något föröver, och därför är det också ofta meningslöst att ha bogspröt på en latinriggad båt. Ibland drog man dock, åtminstone i västra medelhavsområdet, ett förstag till fockmasten från ett kort bogspröt eller en spetsig galjon som bilden visar.  
På af Chapmans ritningar till skärgårdsflottans Hemmema-typ kan man se att latinseglet är delat vid masten för att eliminera ovan beskrivna olägenheter. (I artikeln om Hemmema visar illustrationen en senare utveckling där den för mestadels råsegel) Där kan man också se hur den naturliga vidareutvecklingen till gaffelsegel skedde, då man helt enkelt lämnade bort den del som satt förom masten. Den utvecklingen var dock vid det laget redan fullbordad på de stora råriggade fartygstyperna.